# 江田島市企業局

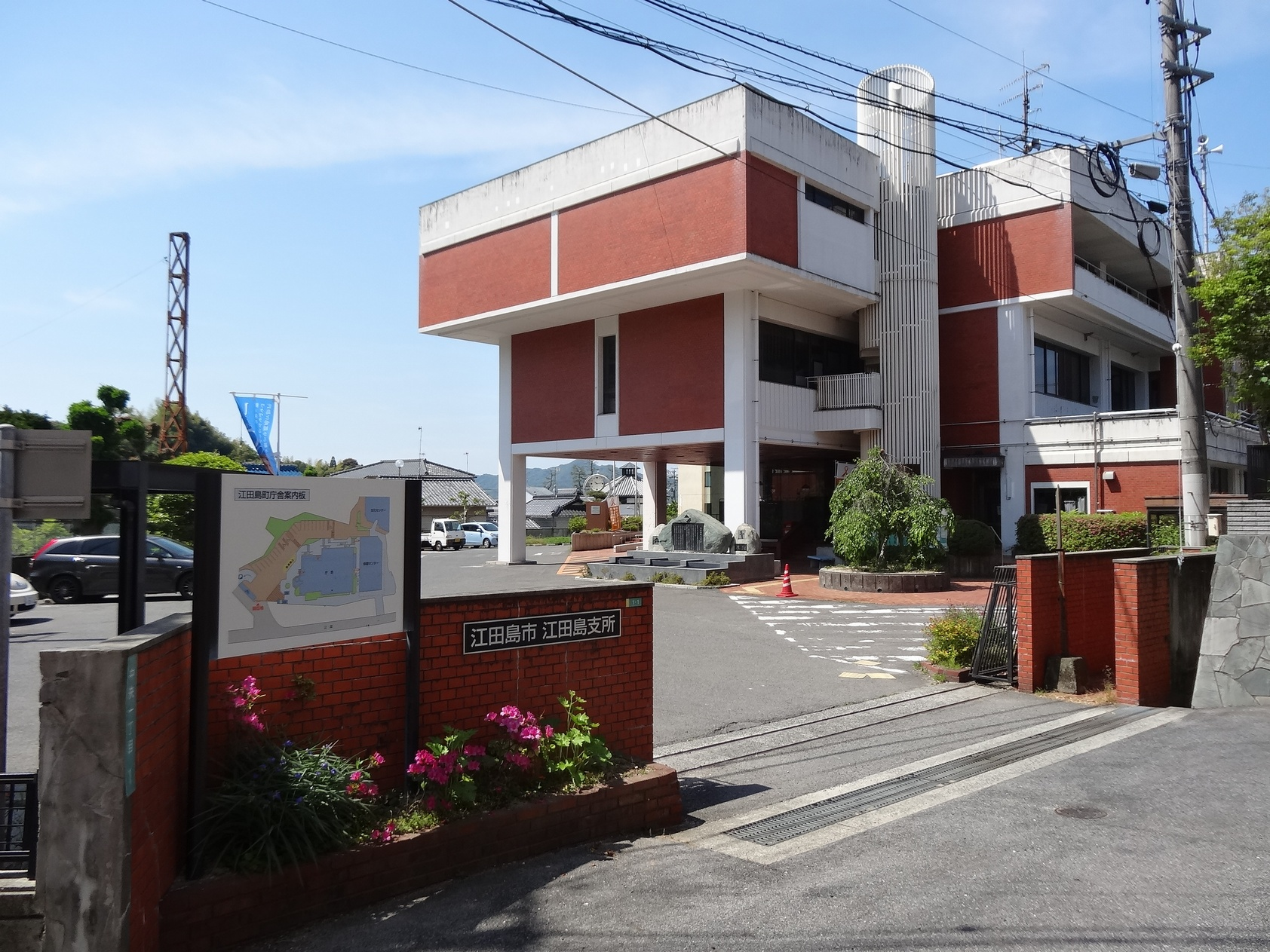
江田島市企業局水道事業の各課が入居していた江田島市役所江田島支所

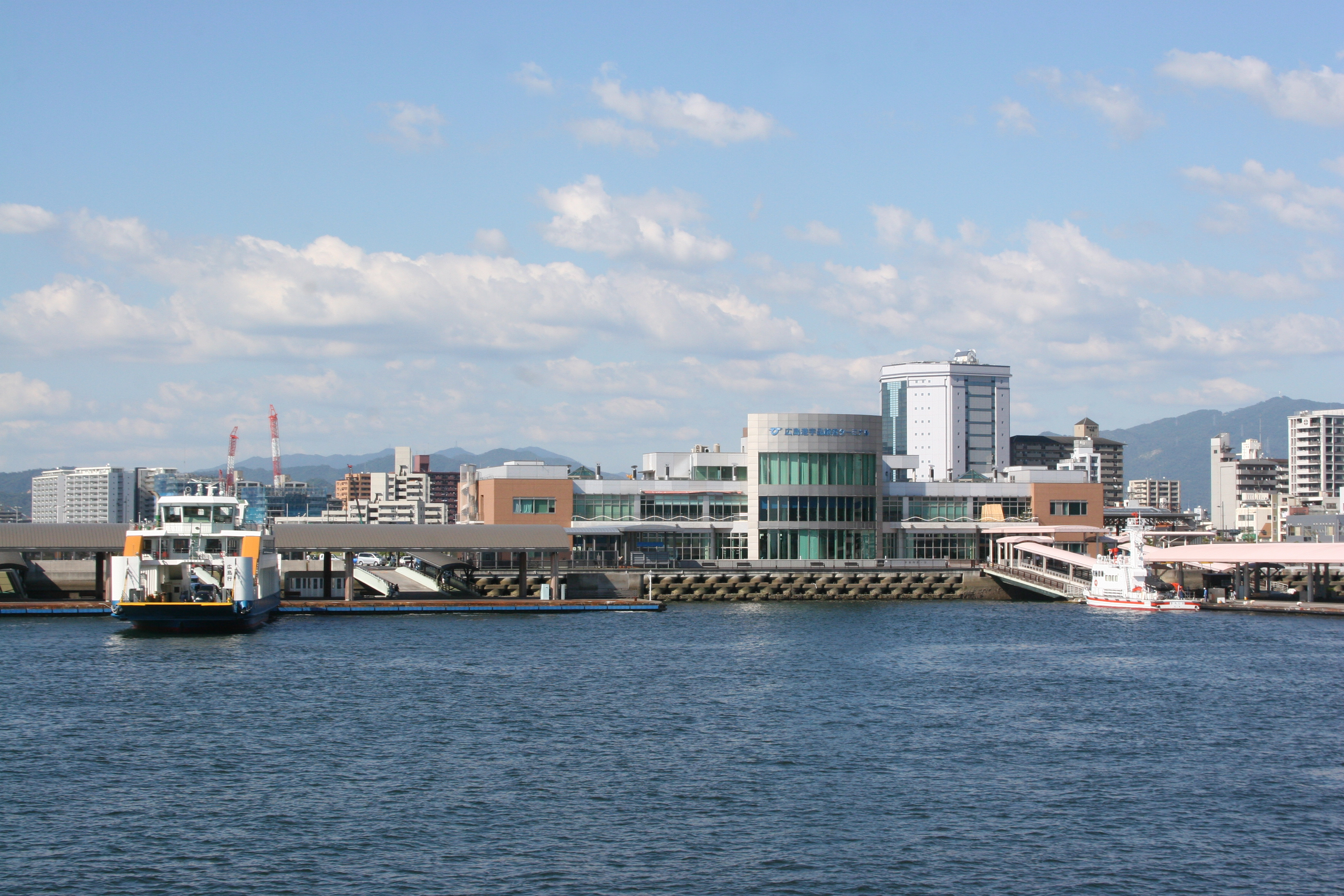
江田島市企業局交通課の置かれていた広島港宇品旅客ターミナル

江田島市企業局（えたじましきぎょうきょく）は、かつて広島県江田島市が設置していた地方公営企業。交通船事業、水道事業、国民宿舎事業を行っていた。

## 沿革
- 2004年11月1日 - 沖美町、江田島町、能美町、大柿町の合併による江田島市の発足にともない、能美町交通事業（能美町交通局）[2]、江能広域事務組合水道事業、国民宿舎能美海上ロッジ事業を統合し、地方公営企業法に基づく企業局を設置。
- 2009年9月1日 - 「江田島市国民宿舎能美海上ロッジ設置及び管理条例」を施行し、国民宿舎能美海上ロッジ事業を指定管理者制度の導入で企業局から分離[3]。
- 2014年4月1日 - 下水道事業を企業局に移行。
- 2015年10月1日 - 交通船事業を瀬戸内シーラインに移管[4]。
- 2023年4月1日 - 広島県の水道広域化により上水道事業を広島県水道広域連合企業団に移行、下水道事業を市土木建築部に移行して企業局を廃止した[5]。

## 組織
以下の3課が置かれていた。
- 水道事業（江田島市江田島町）
  - 水道業務課
  - 水道施設課
  - 下水道課

以下は2015年10月1日に瀬戸内シーラインへ移管された。
- 交通船事業（広島市南区）
  - 交通課 - 旅客船事業者[6]。

### 航路
- 広島港 - 高田桟橋 - 中町桟橋（江田島市）高速船
  - 能美海上ロッジ 寄港便もあり。